# Chevrolet Corsa
O Corsa é um modelo de automóvel fabricado pela Chevrolet e comercializado na América Latina e em alguns países da Ásia, entre 1994 e 2015. É baseado na geração B do Opel Corsa (1993-2000) produzido pela Opel, então uma subsidiária da General Motors na Europa. Também foi comercializado em alguns países com os nomes de Chevrolet Sail (Índia) e Chevrolet Barina. Foi também comercializado na Austrália pela Holden, como Holden Barina, e na China como Buick Sail.
Foi fabricado nas versões hatch, sedan, station wagon e picape.

## História
Em meados dos anos 70, vários fabricantes na Europa já possuíam seus modelos de carros compactos, como o Volkswagen Polo, o Ford Fiesta e o Fiat 127.
Em resposta ao crescente mercado conquistado por carros compactos na Europa, a Opel decidiu criar o Corsa para entrar neste concorrido segmento. O projeto surgiu no final dos anos 70, chegando ao mercado europeu no início dos anos 80.

## No Brasil
O Chevrolet Corsa foi lançado no país em 10 de janeiro de 1994, com as formas da 2ª geração do Opel Corsa alemão. O modelo veio para cá com a importante missão de substituir o Chevrolet Chevette, o que conseguiu com muito mais sucesso do que o esperado, pois no segundo ano de sua produção já era líder de mercado em seu segmento. Na época, foi uma inovação no segmento dos carros pequenos, pois trouxe um projeto moderno, com linhas arredondadas e acréscimos em termos de segurança e mecânica: na versão Wind 1.0 foi o primeiro carro popular com injeção eletrônica de combustível.
No início, o carro contava com as versões Corsa Wind 1.0, Corsa Wind Super 1.0, Corsa GL 1.4 e Corsa GSi 1.6 (16 válvulas).
Com o tempo, a versão GL ganhou o acréscimo do motor 1.6 (8 válvulas), aposentando o propulsor 1.4 e surgiu mais uma opção de carroceria, com 5 portas. A versão GSi deixou de ser oferecida em 1997, depois de ter vendido cerca de 3.000 unidades (entre fevereiro de 1995 a agosto de 1996). Além do baixo volume de vendas, a fabricação desde modelo retardava a linha de produção dos outros modelos da linha Corsa, pois o GSi recebia muitos componentes exclusivos e importados (o motor 1.6 16v por exemplo, era importado da Hungria), o que exigia uma atenção extra na hora da montagem. A versão Wind Super passou a se chamar Super.
Em seguida, a 1ª geração do Corsa nacional originou o Corsa Pick-up, com motorização 1.6. Posteriormente, o Corsa originou a linha Corsa Sedan, para a linha 1996, e a Corsa Wagon (modelo Station Wagon), em 1997, que ofereciam os motores 1.0 (a partir de 1998) e 1.6.
Enquanto em 2000 para 2001 a 3ª geração do Opel Corsa alemão entrava em produção na Europa, o Corsa brasileiro seguia em produção no Brasil, com uma leve renovação no estilo, conhecida como "bolha" em todas as suas versões.
Em 2002, o carro recebeu sua primeira grande remodelação, que no mercado brasileiro ficou conhecido pela denominação "Novo Corsa", acompanhando o estilo ditado pela versão alemã, porém, com retoques no capô, traçados pelos engenheiros da Chevrolet brasileira, com carroceria única de 5 portas no modelo hatch. Uma das novidades era o teto solar e os três cintos traseiros de três pontos - o primeiro já está "aposentado". Outra novidade logo aposentada por insucesso foi o sistema Autoclutch, com câmbio manual que dispensava o pedal da embreagem, disponível somente para as versões 2002 com motor de 1.0 litro.
Como antes, o carro contava com motor 1.0, tendo sido acrescentada a opção de propulsor de 1.8 litro, originando-se e substituindo o antigo 1.6, este última continuaria na Linha Classic até 2005. Novamente, o Corsa dá origem a uma família de modelos, que inclui um monovolume, a Meriva, o sedan de 4 portas e uma picape com nome próprio, a Montana. Desses modelos, somente o acompanhou o hatch em todas as motorizações. A Meriva e a Montana são oferecidas com motorização 1.8. A geração anterior do Corsa foi renomeada para Chevrolet Classic e continua sendo produzida com carroceria sedan e motorização 1.0.
A linha Corsa 2008 trouxe a inovação das motorizações 1.4 e 1.8, bicombustível Flexpower. Essa novidade afeta a linha Corsa, Corsa Sedan e picape Montana. Em 2009, a motorização 1.0 (79 cv) saiu de linha, com o objetivo de deixar o Corsa na categoria "Compacto Premium", deixando o Celta dominar o seguimento de compactos até 1000cc (centímetros cúbicos, cm³ na medida brasileira). Três meses depois, o motor 1.8 (114 cv) também deixa de ser fabricado, indicando o fim próximo do Corsa, já que manteria apenas o motor 1.4 até a chegada de um novo modelo do Projeto Viva, denominado de Chevrolet Agile.
Em 2010, o Chevrolet Classic foi renovado, fazendo com que o Corsa de 1ª geração deixasse de existir, apesar do novo modelo (antigo Sail chinês) utilizar a mesma plataforma do sedan fabricado em 1996. O modelo deixou de ser fabricado na Argentina e o modelo sedã se despediu do Brasil no final de 2011.
Em 26 de julho de 2012, a versão hatch deixou de ser produzida, encerrando a era Opel (Corsa, Astra, Vectra, Omega, Meriva e Zafira) no Brasil.
Eleito pela Revista Autoesporte o Carro do Ano de 1995 e de 1996.

## Modelos
Ao longo de sua existência foram lançados muitos modelos do Corsa. Entre as principais estão:

### Corsa G1
Hatch (1994-2002)
- Corsa Wind (1994-2002)
- Corsa Wind Super (1995)
- Corsa Wind Champ (Série especial) (1995)
- Corsa Super (1996-2000)
- Corsa GL (1995-1999)
- Corsa GSi (1995-1996)
- Corsa Piquet (1997)
- Corsa Champ98 (1998)
- Corsa GLS (1998-2002)
- Corsa Millenium (2000-2002)

Sedan (1996-2003) - Depois continuou com a nomenclatura Classic
- Corsa Sedan Wind (1999-2005)
- Corsa Sedan Super 16V (1999-2001)
- Corsa Sedan GL (1996-2000)
- Corsa Sedan GLS (1996-2002)
- Corsa Sedan Millenium (2000-2002)

Station Wagon (1997-2001)
- Corsa Wagon Super 16v (1999-2000)
- Corsa Wagon GL (1997-2000)
- Corsa Wagon GLS (1997-2001)

Pick-up (1995-2003)
- Corsa Pick-up (1995-2003)
- Corsa Pick-up GL (1996-2000)
- Corsa Pick-up Champ 98 (Série especial) (1998)
- Corsa Pick-up ST (2001-2003)
- Corsa Pick-up Rodeio (Série especial)
- Corsa Pick-up Sport (Série especial) (2003)

### Corsa G2
Hatch (2002-2012)
- Corsa Hatch VHC/1.8 (2002-2003)
- Corsa Hatch Joy (2004-2008)
- Corsa Hatch Maxx (2004-2012)
- Corsa Hatch Premium (2004-2010)
- Corsa SS Super Sport (2006-2009)

Sedan (2002-2012)
- Corsa Sedan VHC/1.8 (2002-2003)
- Corsa Sedan Joy (2004-2008)
- Corsa Sedan Maxx (2004-2009)
- Corsa Sedan Premium (2004-2012)

Pick-up Montana (2003-2011)
- Montana Conquest (2003-)
- Montana Off-Road (2003-2005)
- Montana Sport (2003-Presente)
- Safira 2007

## Motorização e Desempenho

### Corsa G1 (1994-2002)
1.0 EFI (1994-1996) - (Wind/Wind Super - Hatch)
- Potência: 50 cv a 5800 rpm
- Torque: 7,8 kgfm a 3200 rpm
- Velocidade Máxima: 142,2 km/h
- Aceleração (0-100): 19,34 s

1.0 MPFI (1996-2002) - (Wind/Super/Piquet - Hatch)
- Potência: 60 cv a 6000 rpm
- Torque: 8,3 kgfm a 3000 rpm
- Velocidade Máxima: 151 km/h
- Aceleração (0-100): 16,4 s

1.0 MPFI Álcool (2000-2002) - (Wind/Super - Hatch)
- Potência: 64 cv a 6.200 rpm
- Torque: 8,4 m.kgf a 3.000 rpm
- Velocidade Máxima: 152 km/h
- Aceleração (0-100): 15,4 s

1.0 16v MPFI (1999-2002) - (Super – Sedan/Wagon)
- Potência: 68 cv a 6000 rpm
- Torque: 9,2 kgfm a 4000 rpm
- Velocidade Máxima: 155 km/h
- Aceleração (0-100): 15,7 s

1.4 EFI (1994-1996) - (GL – Hatch)
- Potência: 60 cv a 5200 rpm
- Torque: 11,1 kgfm a 2800 rpm
- Velocidade Máxima: 153,6 km/h
- Aceleração (0-100): 15,56 s

1.6 EFI (1995-1996) - (Pick-up)
- Potência: 79 cv a 5400 rpm
- Torque: 12,8 kgfm a 3000 rpm
- Velocidade Máxima: 155,3 km/h
- Aceleração (0-100): 13,53s

1.6 MPFI (1996-2003) – (GL/ST/Sport – Pick-up)
- Potência: 92 cv a 5200 rpm
- Torque: 13,0 kgfm a 2600 rpm
- Velocidade Máxima: 169 km/h
- Aceleração (0-100): 10,8 s

1.6 MPFI (1996-2005) - (GL/Classic – Hatch/Sedan/Wagon)
- Potência: 92 cv a 5600 rpm
- Torque: 13 kgfm a 2800 rpm
- Velocidade Máxima: 176,7 km/h
- Aceleração (0-100): 12,06 s

1.6 16V SFI (1994-1996) - (GSi – Hatch)
- Potência: 109 cv a 6200 rpm
- Torque: 15,1 Kgmf(148 Nm) a 4000 rpm
- Velocidade Máxima: 195,2 km/h
- Aceleração (0-100): 9,6 s

1.6 16V MPFI (1996-2005) - (GL/GLS – Sedan/Wagon)
- Potência: 102 cv a 6000 rpm
- Torque: 14,8 kgfm a 4000 rpm
- Velocidade Máxima: 183,3 km/h
- Aceleração (0-100): 10,52

Classic (2003-)
1.0 VHC (2003-2006) – (Super)
- Potência: 70 cv a 6400 rpm
- Torque: 8,8 kgfm a 3200 rpm
- Velocidade Máxima: 155 km/h
- Aceleração (0-100): 18,6 s

1.0 VHC Flexpower (2006-2009) – (Joy/Life/Super)
- Potência: 71(g)/72(a) cv a 6400 rpm
- Torque: 9 kgfm a 3000 rpm
- Velocidade Máxima: 163 km/h
- Aceleração (0-100): 14,4 s

1.0 VHC-E Flexpower (2009-) – (Joy/Life/Super/LS - Sedan)
- Potência: 77(g) /78(a) cv a 6400 rpm
- Torque: 9,7 kgfm a 5200 rpm
- Velocidade Máxima: 166 km/h
- Aceleração (0-100): 13,6 s

1.6 MPFI Automático (2003-2005)
- Potência: 92 cv a 5600 rpm
- Torque: 13 kgfm a 2.800 rpm
- Velocidade Máxima: 181 km/h
- Aceleração (0-100): 12,9 s

→ OBS: Manual (Corsa Classic) - Idem ao Corsa GL 1.6.
→ OBS: O Câmbio Automático (Aisin AS13-4) esteve presente nas versões GL/GLS/Classic 1.6 8v entre 1997-2005.

### Corsa G2 (2002 - 2012)
1.0 VHC Gasolina (2002-2004) -
- Potência: 71 cv a 6400 rpm
- Torque: 8,8 kgfm a 3000 rpm
- Velocidade Máxima: 157 km/h
- Aceleração (0-100): 15,5

1.0 VHC Flexpower (2007-2009) - Joy, Maxx e Premium
- Potência: 77(g) 79(a) cv a 6400 rpm
- Torque: 9,4 kgfm a 5200 rpm
- Velocidade Máxima: 166 km/h
- Aceleração (0-100): 14,3 s

1.4 Econo.Flex (2007-2012) - Maxx e Premium
- Potência: 99(g) 105(a) cv a 6000 rpm
- Torque: 13,4 kgfm a 4800 rpm
- Velocidade Máxima: 180 km/h
- Aceleração (0-100): 12,2 s

1.8 MPFI (2002-2004)
- Potência: 102 cv a 5200 rpm
- Torque: 16,8 kgfm a 2800 rpm
- Velocidade Máxima: 179 km/h
- Aceleração (0-100): 10,9 s

1.8 MPFI Flexpower (2005-2006) -
- Potência: 105(g) 109(a) cv a 5400 rpm
- Torque: 17,3(g) 18,2(a) kgfm a 3000 rpm
- Velocidade Máxima: 184 km/h
- Aceleração (0-100): 10,4 s

1.8 MPFI Flexpower (2006-2009) - Joy, Maxx e SS
- Potência: 112(g) 114 (a) cv a 5400 rpm
- Torque: 17,7 kgfm (g ou a) a 2800 rpm
- Velocidade Máxima: 190 km/h
- Aceleração (0-100): 10,4 s

## Detalhes dos modelos

### Corsa G1
- Lançado em 1994, o Corsa encheu os olhos dos consumidores brasileiros. Nesta época, o segmento de populares era composto por Gol 1000, Escort Hobby, Mille Eletronic e Lada 1500. Inovou, pois não era um projeto antigo, adaptado para este segmento, como era o seu antecessor mal-sucedido Chevette Junior.
- A versão Wind Super lançada em 1995, oferecia conta-giros, apoios de cabeça traseiro e trio elétrico, além da motorização 1.0 EFI (50 cv), herdada do Corsa Wind.
- A versão Piquet lançada em 1997, foi feita devido uma promoção da indústria de alimentos Arisco, onde foram limitadas 1000 unidades, estas eram lançadas apenas na cor amarela e prestando uma homenagem ao piloto brasileiro Nelson Piquet. Foi uma tentativa genérica de substituir o finado Corsa GSi.
- Quando foi lançada em 1995, com a missão de substituir a Chevy, que deixava o posto de pick-up pequena da Chevrolet no mesmo ano, a Pick-up Corsa, era lançada com a motorização 1.6 EFI, proporcionando apenas 79 cv, mas no ano seguinte, foi imposta a injeção eletrônica MPFI elevando sua potência a 92 cv e as versões passaram a se chamar GL (Grand-Luxo).
- O Corsa Sedan lançado entre 1997-2005, nas versões GLS e posteriormente chamado de Classic, tinham opção de câmbio automático. Este Corsa GLS (Fabricado entre 1997-2002), além do câmbio automático (Aishin, herdado do Vectra), oferecia Freios ABS, Bancos de Couro, Ar-Condicionado, Air Bag Duplo, além de opções de motorização 1.6 8V (92 cv) e 1.6 16V (102 cv).
- Em 1998, ano da Copa do Mundo, a Chevrolet lançou a linha Champ98, disponível para as versões Hatch 2P e Pick-up do Corsa, além da Chevrolet S-10. A sua cor era verde-bandeira com algumas faixas em amarelo, além da motorização 1.6 MPFI (92 cv).
- Em 1999 foi lançada uma versão "popularizada" da Station Wagon chamada Super 16V. Além de perder o seu requinte, inovou o segmento de Station Wagon. Seu motor era o 1.0 16V (68 cv), herdado do Sedan, para combater suas concorrentes Fiat Palio Weekend 1.0 6 Marchas (61 cv) e Volkswagen Parati 1.0 16V Mi (69 cv). Estes modelos inovaram o segmento das Station Wagon já que estas levavam fama de carros pesadões e beberrões, que necessitava de motores potentes.
- Além destes, foram vendidas algumas unidades, em 1999, das versões Grêmio e Internacional, somente no estado do Rio Grande do Sul. Eram modelos comuns, de três portas, nas cores azul e vermelho, com rodas (jantes) de liga-leve de 14 polegadas e com os adesivos dos respectivos times na lataria.
- Em 2000, foi lançada a versão 1.0 MPFI álcool, com 4 cv a quando abastecido com gasolina. Isto trouxe um novo conceito de populares também utilizarem o combustível vegetal. Além do Corsa, o Fiat Palio fornecia a versão 1.0 Álcool, o Corsa ganhava no desempenho e na potência sendo 64 cv (Corsa) e 62 cv (Palio).
- A versão Millenium, foi lançada exclusivamente para o ano de 2001. Porém, diante ao sucesso desta versão ela foi prolongada até o fim da produção do Chevrolet Corsa de primeira geração no Brasil, no ano de 2002. Esta versão trazia de série: Direção Hidráulica, Vidros e travas elétricas, além de acabamento exclusivo em seu interior e era disponível nas cores: prata, cinza e preto.

### Corsa G2
- O Corsa havia crescido de categoria, assim como o Ford Fiesta remodelado no mesmo ano. Agora estes tinham como oponentes o Volkswagen Polo e não mais os modelos populares como Volkswagen Gol, Fiat Palio, Renault Clio e Peugeot 206
- A segunda geração do Corsa foi lançada em abril de 2002, nas versões 1.0 e 1.8. Além de ter novos motores, o carro teve a frente desenhada no Brasil e o acabamento interno das versões eram diferentes. Na 1.0, o painel era preto e o material do tecido era de qualidade inferior, no 1.8 o painel era branco, além de ter inúmeros opcionais.
- O modelo 1.8 lançado em 2002, tinha como opcionais computador de bordo, ar condicionado, direção hidráulica, teto solar, air bag duplo, freio ABS, Regulagem de altura do banco, volante em couro, bancos de couro, além de retrovisores, vidros e travas elétricas.
- Em 2003, com o lançamento do Astra GSi, a GM cogitou lançar uma versão esportiva com o motor 1.8 16V (122 cv), o qual equipava a Chevrolet Meriva para o Corsa, mas não passou de especulação. Este motor não era flexível.
- Em 2003, foi lançado o Corsa Semi-Automático, com um câmbio convencional, mas sem embreagem, utilizado apenas com a motorização 1.0. Uma resposta ao antigo Palio Citymatic da Fiat.
- Apesar do Volkswagen Gol ser o primeiro carro flex no país, a General Motors, a partir de 2004, começou a oferecer a motorização flex em grande parte de sua linha. Tanto o Corsa, quanto o Chevrolet Astra, são flexíveis, isto sendo um equipamento de série da marca americana, diferentemente do que ocorria na marca alemã.
- A partir de 2004, os modelos receberam as nomenclaturas "Joy", "Maxx" e "Premium", equivalentes as antigas Wind, Super e GL/GLS, respectivamente.
- Em 2005, fora lançado o modelo SS (Super Sport), celebrando os bons tempos em que a GM fabricava Chevrolet Opalas esportivos. Este modelo se estendeu para os modelos Astra e Meriva. Nestes três carros, eram disponíveis apenas três cores: Vermelho, Preto e Cinza Chumbo, além do design externo e acabamento interno serem diferenciados.
- Apesar do apelo esportivo, o Corsa SS, não disponibilizava teto solar (presente na linha Premium até 2005), freios ABS e air bag duplo (Disponíveis no Corsa até 2009). Isto era muito neste modelo.
- Em 2008, foi cogitada a versão Easytronic (mesmo câmbio da Meriva) na versão sedan 1.8. Porém, apesar de algumas unidades flagradas, não passou de mera especulação e a GM no ano seguinte, parou de fabricar o motor 1.8 e tal versão nunca fora lançada.
- Em 2008, foi lançado um novo motor. O 1.4 Econo.Flex, gerando 99 cv (gasolina) e 105 cv (álcool), tornando-se este o motor 1.4 8V sem alimentação de turbo ou qualquer outro tipo de compressor, o mais potente fabricado até hoje. Quando se trata de potência este motor supera todos os 1.4 8V de seus concorrentes, 1.4 16V Fiat 500 e também alguns 1.6 8V, vide Audi A3, Ford Focus, Volkswagen Fox e Volkswagen Gol.
- Com a chegada da versão 1.4, os motores 1.0 e 1.8 foram extintos da linha Corsa. O 1.0 parou de ser fabricado, já que Classic e Celta passaram a utilizar a motorização VHC-E, com 1 cv a menos que o Corsa. E o 1.8 ainda é utilizado na picape Chevrolet Montana e na minivan Chevrolet Meriva. Com isso, este modelo ficou direcionado à apenas um público.
- Atualmente o Corsa, ocupado o “cargo” de “Compacto Premium”, mesma categoria do Gol G5. Ou seja, o Corsa, ao longo dos anos teve uma decadência, pois já concorreu com o Volkswagen Polo e hoje se encontra uma categoria abaixo do Chevrolet Agile e talvez na mesma do Volkswagen Fox, apesar de não concorrer mais com este modelo.
- O motor 1.4 do Corsa é mais potente do que o 1.4L do Agile, são 105 cv ante 102 cv do novo modelo, o motivo principal é a preservação do meio ambiente, já que o Corsa foi eleito o carro mais poluente, logo a GM teve de providenciar um novo catalisador, assim diminuindo sua potência e piorando seu desempenho, mas sendo ecologicamente correto.

Em julho de 2012, o Corsa hatch deixou de ser fabricado no Brasil.

## Fatos
- Mesmo havendo um Corsa Sedan de 2ª geração, o Corsa sedan de 1ª geração permanece em linha até os dias atuais, renomeado como Classic. Era o 2º modelo mais vendido da Chevrolet no Brasil, perdendo apenas para o Chevrolet Celta.[carece de fontes?]
- O Chevrolet Corsa brasileiro de primeira geração cedeu a plataforma e mecânica para a elaboração de um novo modelo, fora da família Corsa, o Chevrolet Celta, que começou a ser fabricado em 2000 e teve sua produção encerrada em 2015, tendo sofrido uma plástica em meados de 2006, mas mantendo o mesmo conjunto mecânico do Corsa brasileiro de 1a geração. Foi o carro mais vendido da Chevrolet brasileira e foi inteiramente projetado e concebido no Brasil.[carece de fontes?]
- A versão 1.0 Flexpower (77 cv a gasolina e 79 cv a álcool), que foi lançada em 2005 já como modelo 2006 possuiu o motor de produção 1.0 aspirado mais potente da época.[carece de fontes?]
- Na China, o Corsa foi vendido com o nome de Buick Sail.[6]
- O Chevrolet Classic foi vendido na China em 2005 com o nome de Chevrolet Sail, substituindo a versão da Buick.[7]

## Recall de 2000
Em 2000, 1,3 milhão de proprietários de Corsas foram chamados para que um grave defeito nos cintos de segurança dianteiros fosse consertado. Todos os modelos da linha Corsa (que incluía hatches, sedans, picapes e peruas) fabricados entre 1994 e 1999 apresentavam o problema.
A peça de encaixe do cinto ficava propensa a desgastes conforme o uso, o que poderia provocar o desprendimento do cinto no caso de um acidente. Segundo a GMB na época, foram registrados 25 acidentes e duas mortes que podem estar associadas ao defeito.
Esse foi o maior recall da história da indústria automotiva brasileira,[carece de fontes?] principalmente pela popularidade da linha de automóveis e do alto número de modelos afetados.

## Galeria de fotos

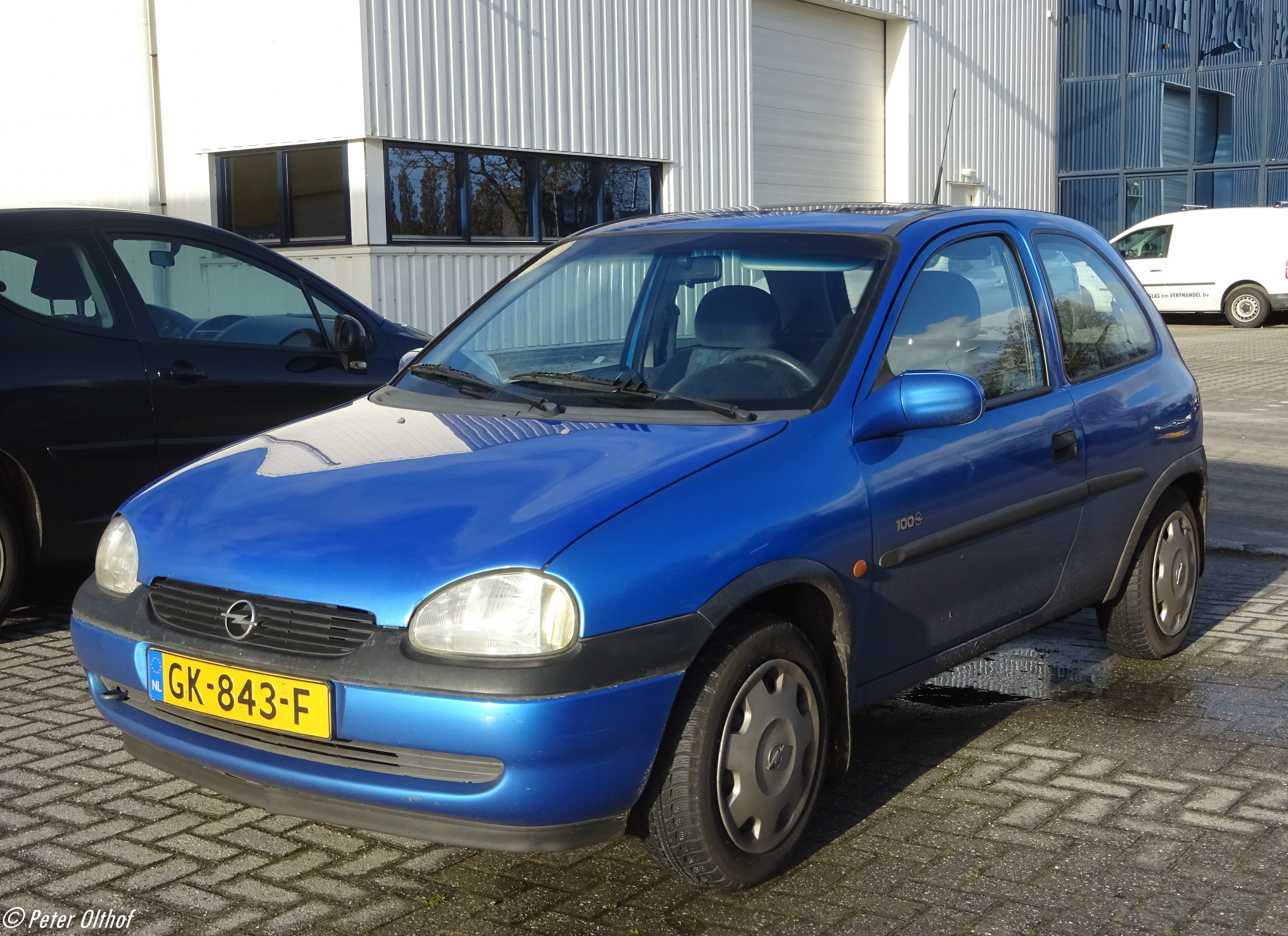
Opel Corsa B, base do Chevrolet Corsa.
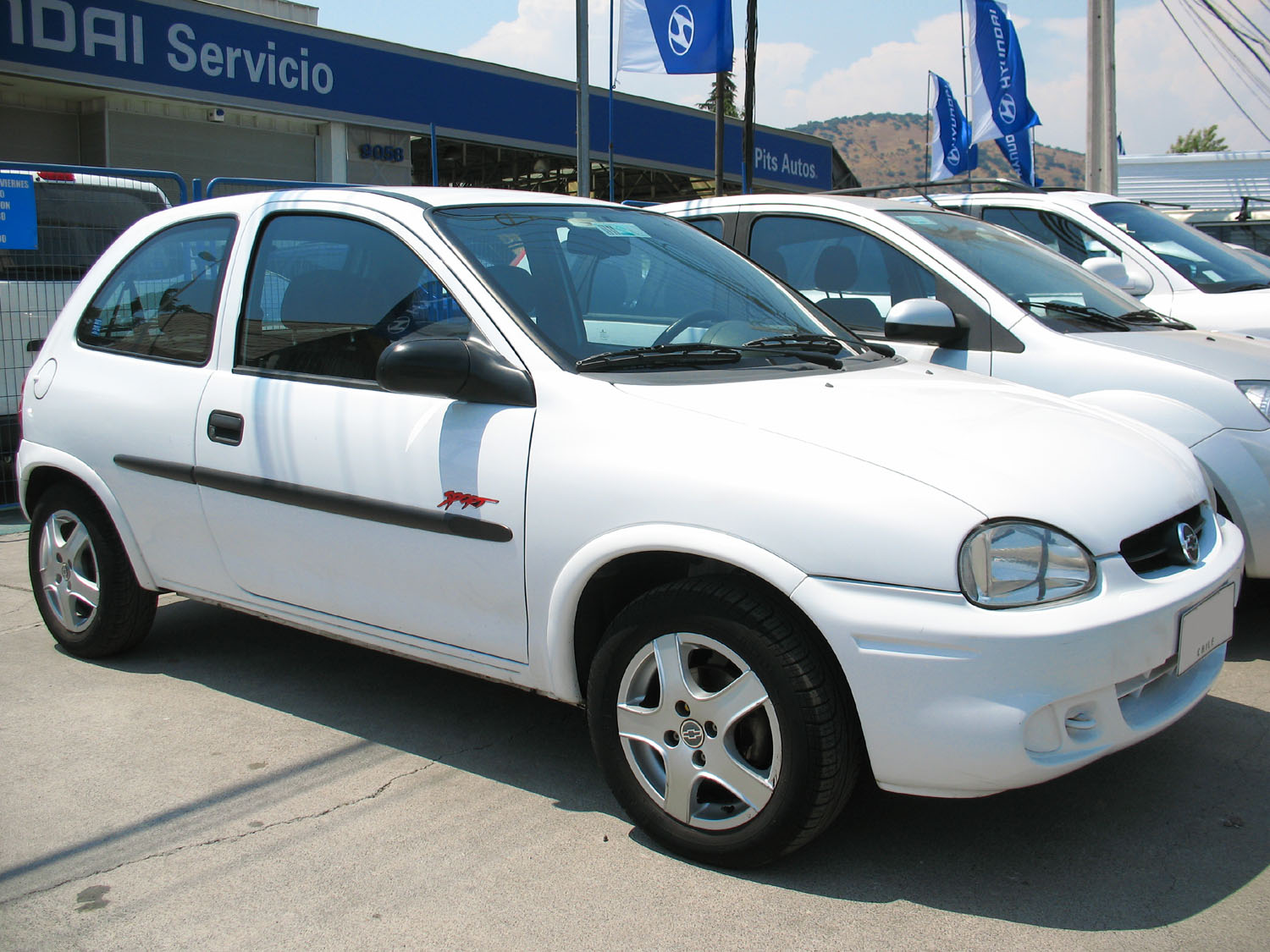
Corsa Hatch 1ª geração.
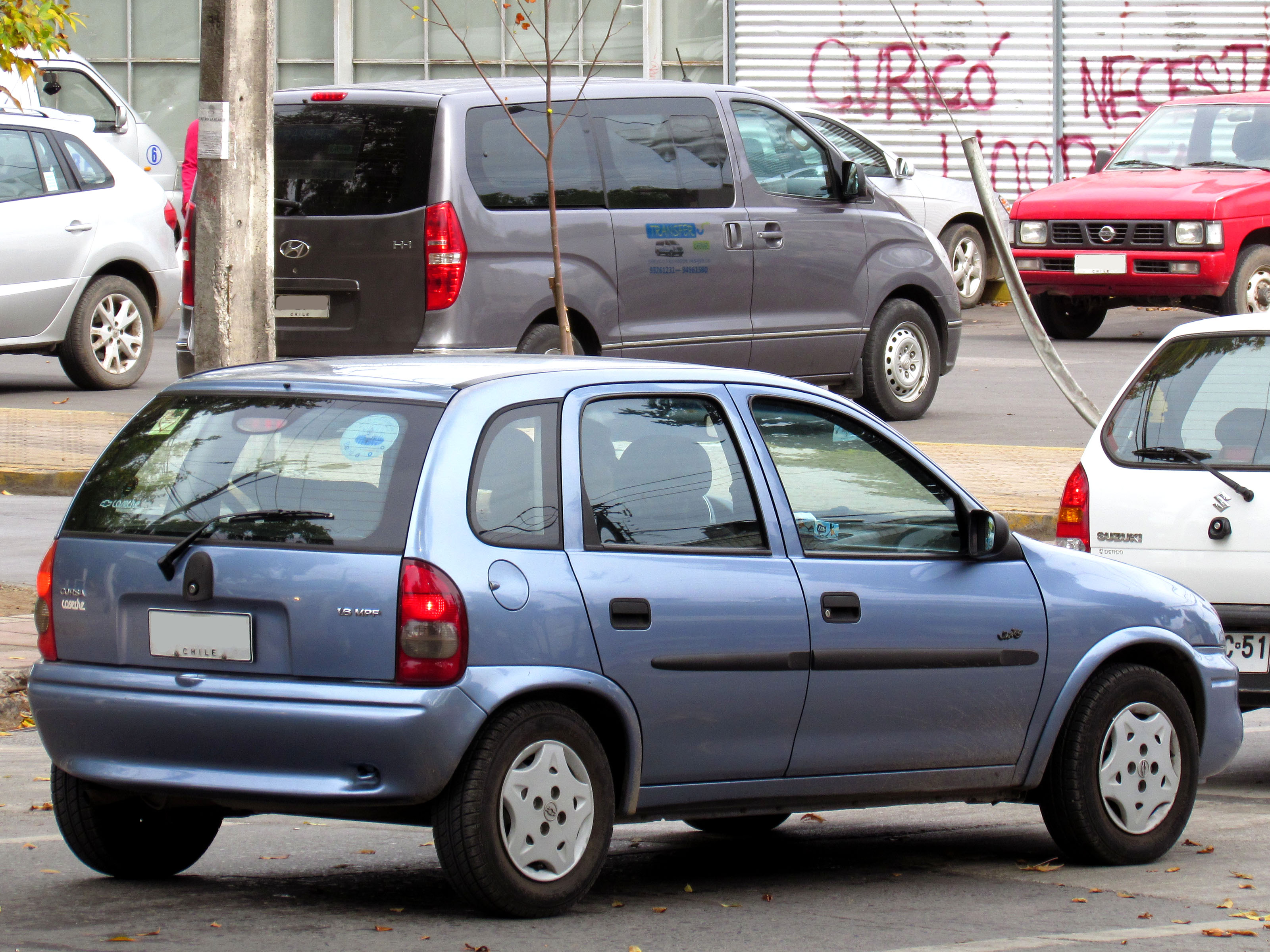
Corsa Hacth 1ª geração 4 portas.
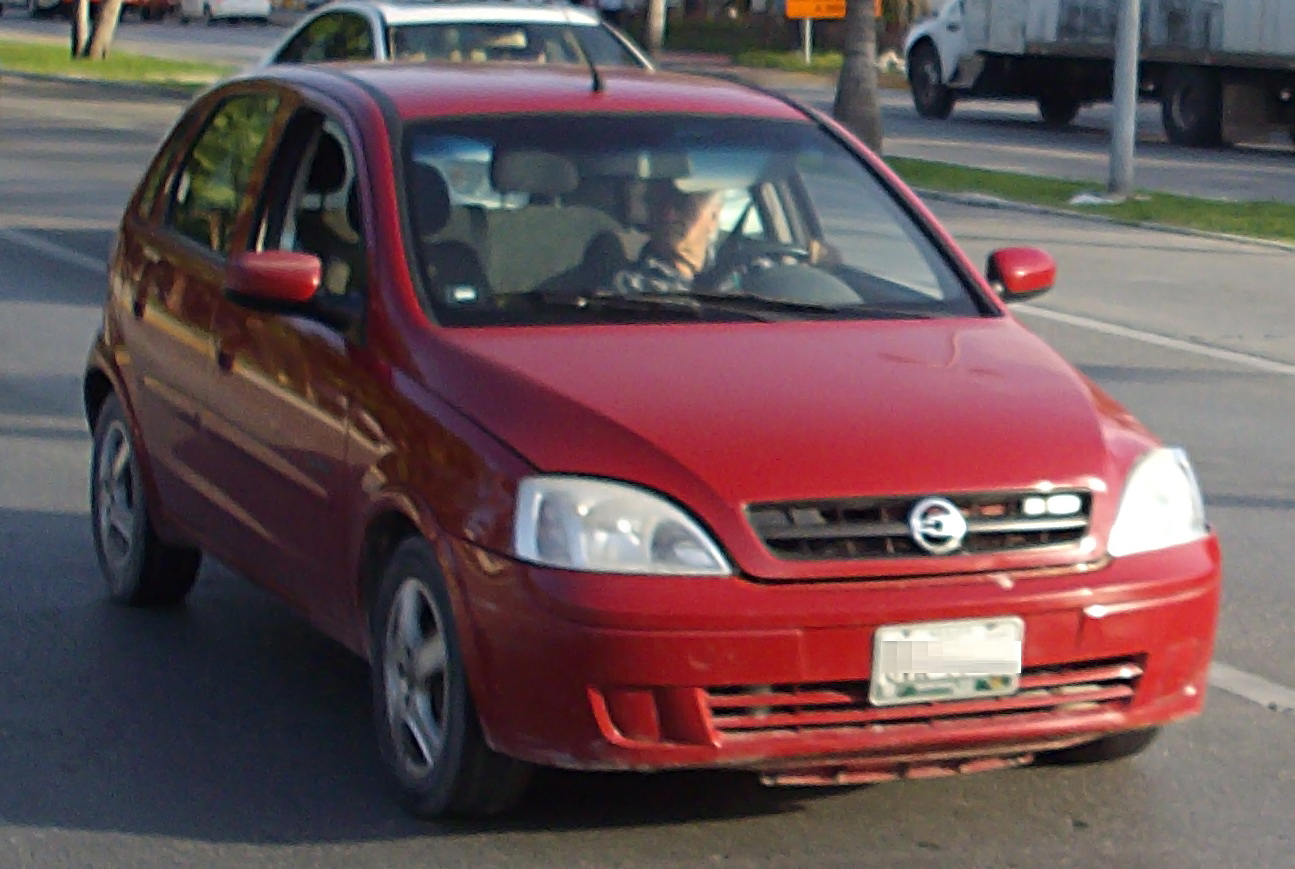
Corsa Hatch 2ª geração.
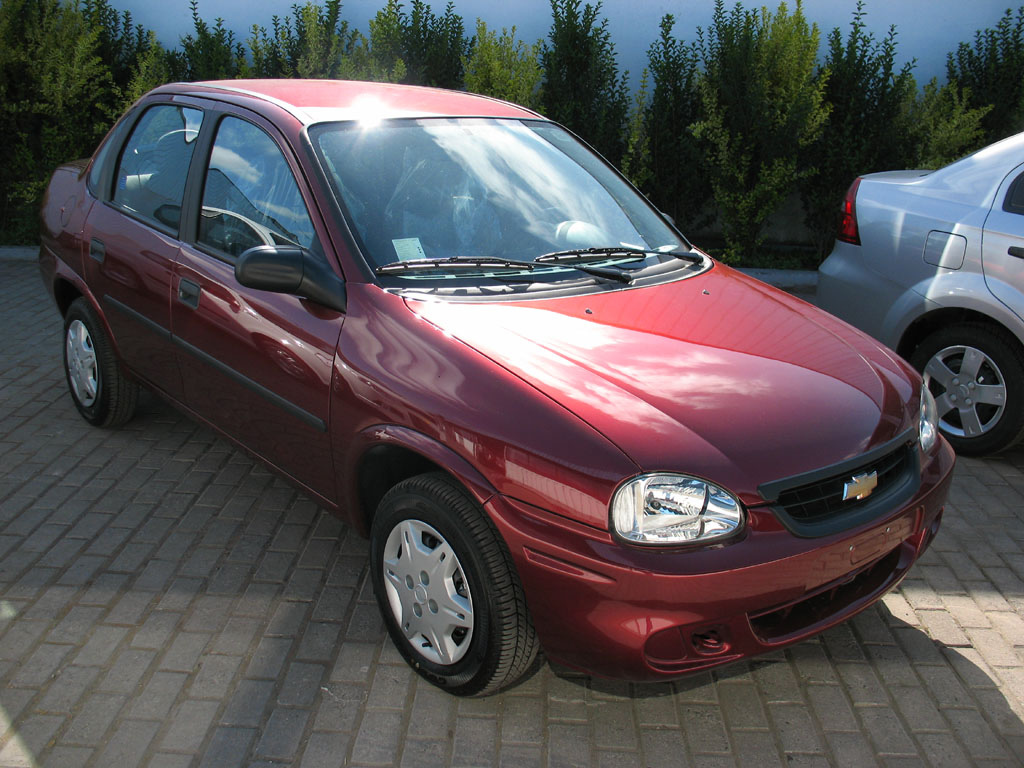
Corsa Sedan 1ª geração (Classic) Reestilizado. Principal mudança foi a grade dianteira.
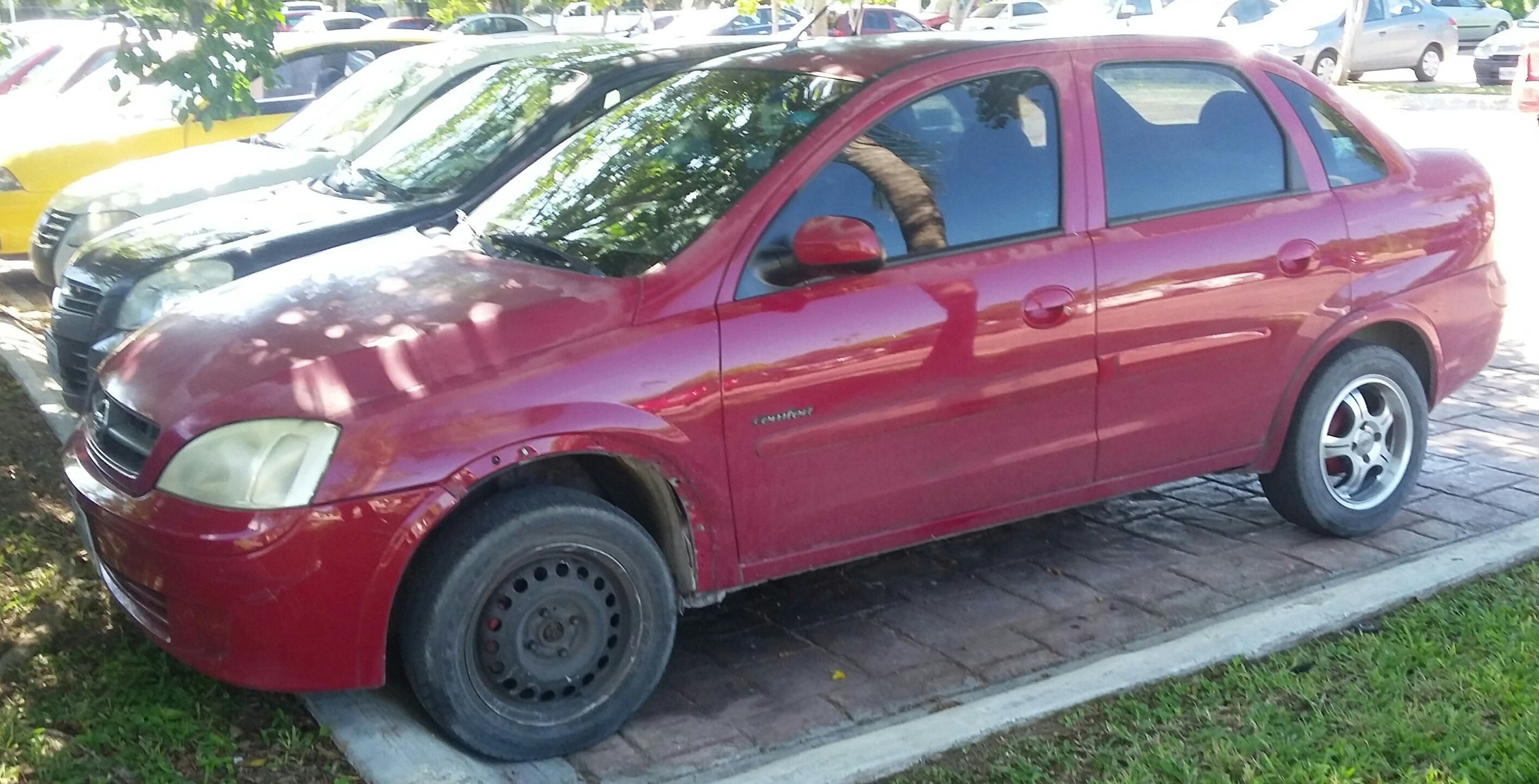
Corsa Sedan 2ª geração.
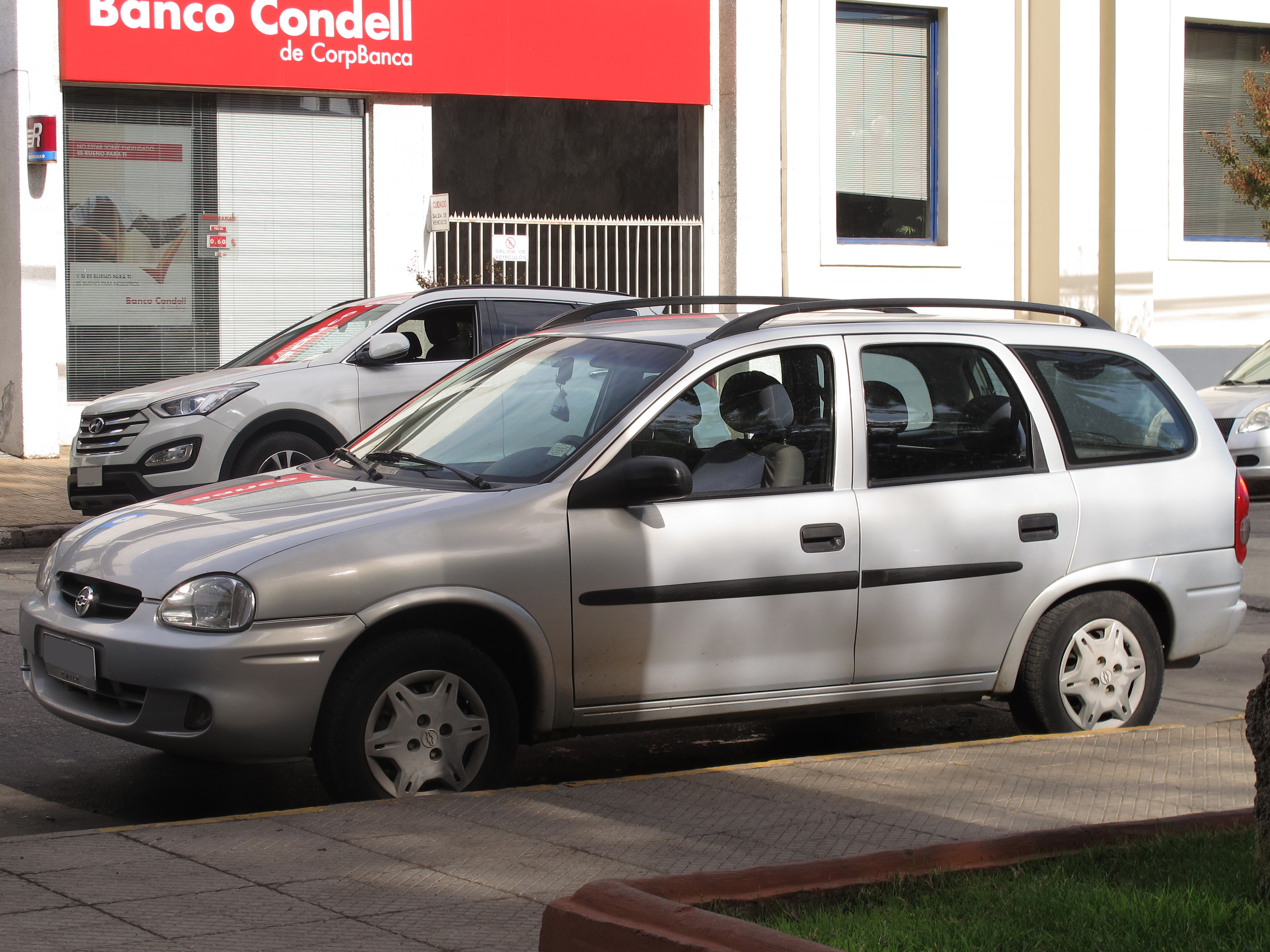
Corsa SW, antecessora do Chevrolet Meriva.
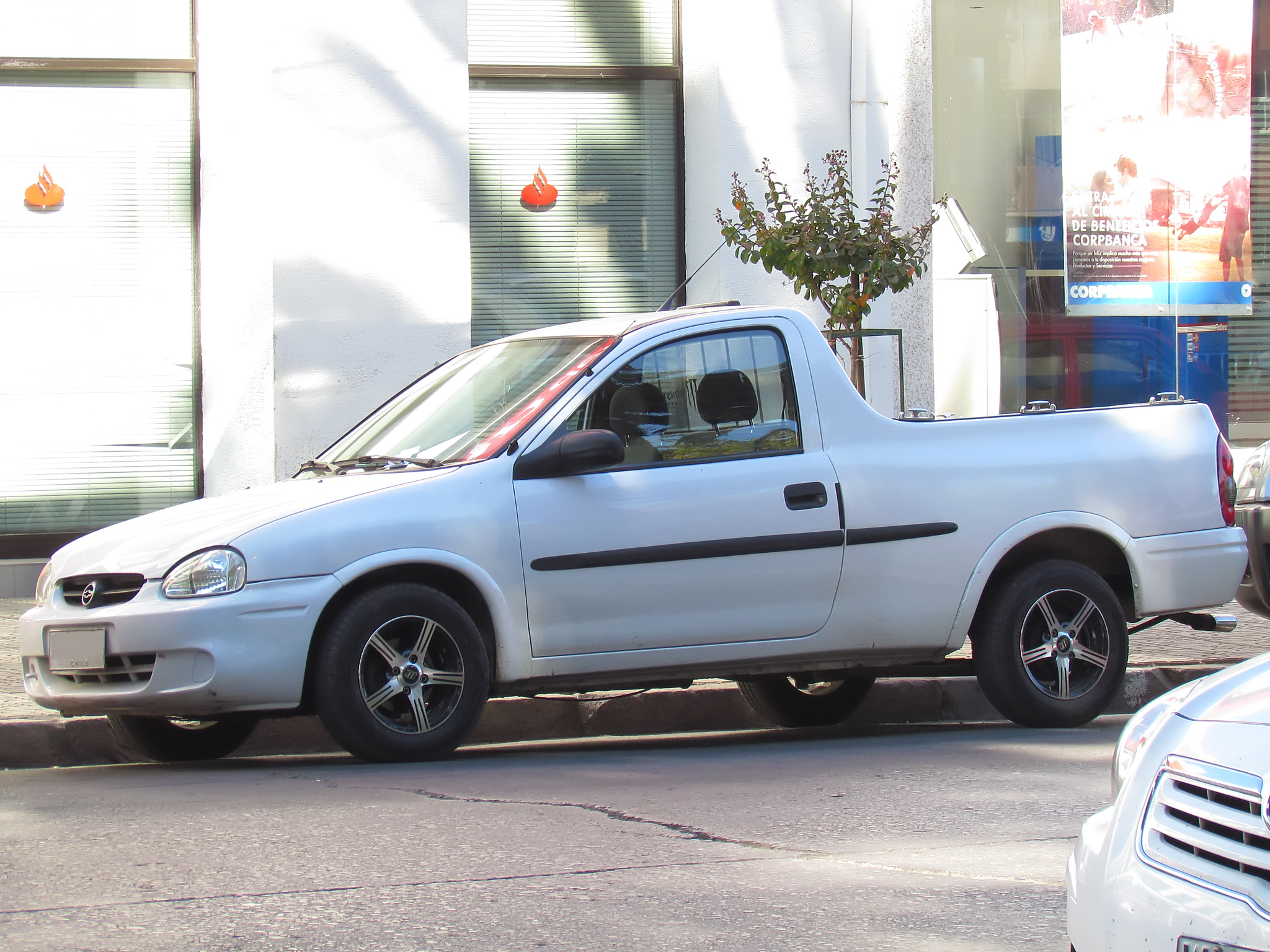
Corsa Pick-up, antecessora da Chevrolet Montana.

## Chevrolet Corsa GSi
Corsa GSi é um modelo de carro da Chevrolet do Brasil. Também é produzido sob as marcas Vauxhall (na Grã-Bretanha) e Opel (na Alemanha, Espanha, Hungria).

### História
Com as outras versões da série GSi, a Chevrolet do Brasil trouxe da Hungria o Corsa GSi para concorrer com os carros de sua categoria como o Uno Turbo e o Gol GTI.
Ele foi apresentado no Salão do Automóvel em outubro de 1994 com as mais recentes tecnologias de emissões de gases como a válvula EGR e a Bomba Secundária de Ar.
No ano seguinte, ele foi comercializado entre 1995 e 1996 com uma venda um pouco mais de 2500 unidades em todo o território nacional.

### Motorização e desempenho
1.6 16v SFI (1994-1996) X16XE
- Potência: 109 cv a 6200 rpm
- Torque: 14,8 kgfm a 4000 rpm
- Velocidade Máxima: 195,2 km/h
- Aceleração (0-100): 9,64

### Detalhe do modelo
O Corsa GSi esbanjava de detalhes exclusivos dessa série.

#### Itens de série
- Kit aerodinâmico: Todos na cor do veículo e com design exclusivo da série. Para-choque dianteiro com entrada maior de ar e faróis de neblina de série, além de um spoiler tipo "bigode" para direcionar o ar por baixo do carro. Spoilers laterais exclusivos divididos em duas peças, a parte maior do spoiler e a menor conhecida como "botinha".
- Asa (aerofólio) traseira presa na tampa do porta mala, exclusivo da série, com o esguicho de água embutido.
- Rodas exclusivas aro 14 de liga leve com pneus 185/60.
- Freios a discos ventilados de 256 mm na dianteira com sistema ABS de série, com sensores de velocidade nas rodas dianteiras (disco) e traseiras (tambor). Os discos de freio são os mesmo do Chevrolet Tigra.
- Suspensão: Amortecedores a gás pressurizados e molas esportivas. Com esses itens, o Corsa GSi é mais baixo que os demais Corsas.
- Direção Hidráulica progressiva para que quanto maior a velocidade mais rígida fica a direção.
- Ar-condicionado de série com acionamento inteligente.
- Bancos esportivos exclusivos tipo semi concha, com regulagem de altura para o motorista.
- Volante exclusivo de três pontos revestido com couro.
- Vidros elétricos com sistema antiesmagamento.
- Travas elétricas.
- Retrovisores elétricos com desembaçador elétrico.
- Limpador e desembaçador traseiro com temporizador.
- Alarme de farol ou lanterna acesa caso o carro esteja desligado com eles ligados e o motorista abra a porta.
- Cintos de segurança traseiros com três pontos e retráteis.
- Rádio AM/FM com toca-fitas.
- Sistema de controle de emissão de gases (Ecotec), com válvula EGR e Bomba Secundária de Ar.

#### Itens opcionais
- Alarme acionado pela fechadura da porta do motorista.
- Rádio AM/FM com CD.
- Computador de bordo com tripla função (Hora, Data, Temperatura externa e visor do rádio).
- Teto solar com acionamento através de manivela.
- Sistema de regulagem de altura elétrica dos faróis.
- Lanterna de neblina traseira.

### Manutenção
Por se tratar de um esportivo e ainda uma série que não teve muitas vendas, as peças do Corsa GSi são um pouco difíceis de se achar, mas muitas delas são compatíveis com peças de Corsa comum.
Itens especiais como a válvula EGR são como assim dizendo o "tendão de Aquiles" do Corsa GSi, devido ao nosso combustível de pouca qualidade que ocasiona o entupimento dessa válvula e fazendo o carro falhar. Muitos donos de Corsa GSi simplesmente retiram essa válvula ou até mesmo a isolam.
O sistema de arrefecimento também é exclusivo da versão, em 1998 no lançamento do Tigra e Corsa GLS 1.6 16v, o sistema de arrefecimento sofreu uma pequena alteração nas mangueiras que compõem o sistema de aquecimento, fazendo com que fique mais difícil encontrar as mangueiras posicionadas na posição traseira do motor para reposição.
A bomba secundária de ar também pode ser entupida e parar de funcionar, mas ela não apresenta nenhum problema para o carro caso ela não esteja funcionando. O seu funcionamento é injetar ar no escapamento com o motor frio para ajudar o catalisador e filtra os gases antes de emiti-los para fora do escape.
O motor é um ponto de foco para um Corsa GSi, pois suas características são exclusivas. O cabeçote de alumínio é um ponto fundamental de manutenção, pois sua retífica ou até mesmo uma troca pode ser muito cara. A parte de baixo do motor é padrão de um bloco 1.6, mas os pistões são diferentes, são forjados e com taxa de 10,5:1. A retifica de um motor de GSi pode ser feita normalmente utilizando os pistões 1.6 do Corsa Wagon 16V, só que a taxa desses pistões é 9,8:1, fazendo com que a potência caia para 102 cv. Mas existem muitas receitas para contornar essa perda, isso vai de cada proprietário.
O sistema de freios não são difíceis de manutenção. Os discos são fáceis de encontrar, mas o sistema ABS é extremamente raro de se achar. Quando o sistema ABS não está em operação, a luz do indicadora permanece acesa no painel e o sistema de freios passa a funcionar como de um carro sem ABS. A maioria das vezes que o sistema de ABS para de funcionar são porque os cabos sensores de velocidade das rodas são rompidos, isso pode ser facilmente consertando com um novo cabo comprado na concessionária, mas prepare o bolso porque é caro, ou simplesmente remendado com um cabo novo, fazendo com que o ABS volte a funcionar.
O para-choque dianteiro, os spoilers laterais, emblemas, e farol de neblina podem ser considerados "moscas brancas", não existem mais para serem vendidos, então se você é proprietário de um Corsa GSi tome muito cuidado com esses itens, um para-choque usado gira em torno de R$ 3.000,00 as saias laterais em torno dos R$ 1.000,00 emblemas GSI 16v em torno dos R$ 450,00 e os faróis de neblina em torno dos R$ 500,00 cada.